# Retable de Saint-Augustin
Le Retable de saint Augustin est une œuvre de style gothique catalan, réalisée à la tempera par Jaume Huguet et Pau Vergós entre 1462 et 1475. Cette longue durée d'exécution est due à des difficultés de financement ; l’œuvre est commencée par Huguet est terminée par certains collaborateurs de son atelier, particulièrement Pau Vergós. Il s'agit d'une commande de la corporation des mégissiers, destinée à l'autel majeur du couvent Saint-Augustin, à Barcelone. Le retable de saint Augustin est considéré comme l'une des œuvres les plus importantes du XVe siècle catalan. Sept panneaux sont conservés au musée national d'Art de Catalogne, et un autre au musée Marès.